# Kamiukena, Ehime
Kamiukena (上浮穴郡 Kamiukena-gun) là huyện thuộc tỉnh Ehime, Nhật Bản. Tính đến ngày 1 tháng 10 năm 2020, dân số ước tính của huyện là 7.404 người và mật độ dân số là 13 người/km2. Tổng diện tích của huyện là 583,7 km2.